# Allohelea tricuspis
Allohelea tricuspis är en tvåvingeart som först beskrevs av Debenham 1972.  Allohelea tricuspis ingår i släktet Allohelea och familjen svidknott. Inga underarter finns listade i Catalogue of Life.